# 酒門共有墓地
酒門共有墓地（さかどきょうゆうぼち）は、茨城県水戸市にある、旧水戸藩の藩士のために建立された墓地である。

## 概要
- 〒310-0841
- 茨城県水戸市酒門町320

## 沿革
酒門共有墓地は1666年、2代水戸藩主徳川光圀が、藩士のために城下の坂戸村（現:水戸市酒門町）に創設した墓地である。特有の寺院に属さない。光圀は城下の下町に居住する藩士には坂戸村の墓所、上町に居住する藩士には現在の水戸市松本町に常磐共有墓地を建立して、藩士の先祖供養の地と定めた。当初は墓に戒名を記入することを禁じ、墓碑も一定の大きさと形に定められていたが、現在では諸宗の共同墓地として利用されている。
水戸藩草創期から功績のあった藩士や幕末から明治維新にかけて、活躍または殉難した志士の墓が点在し、現在、水戸市の史跡に指定されている。

## 史跡・歩き方
- 行き方
当該墓地への道程はバスが推奨される。水戸駅北口3番ホームより酒門方面行きのバスに乗車する（茨城交通・関東鉄道運行）。「酒門坂上」下車後、酒門共有墓地と彫られた石碑があるので、道なりに徒歩1分のところに墓地がある。

- 見学・参拝
水戸藩士とその子孫の墓地としてはじまったものであるが、今日では歴史上の人物の墓のみならず、一般市民にも分譲されている。よって、見学に際しては墓地の入り口正面の管理事務所にて見学の旨を伝えることが望ましい。

## 著名な人物の墓碑一覧
- 望月恒隆
- 打越撲斎
- 原南陽
- 吉田活堂
- 小宮山楓軒
- 戸田忠敞
- 安島帯刀
- 岡田徳至
- 常陸山谷右衛門
- 木内克
- 菅政友